# Kamperland

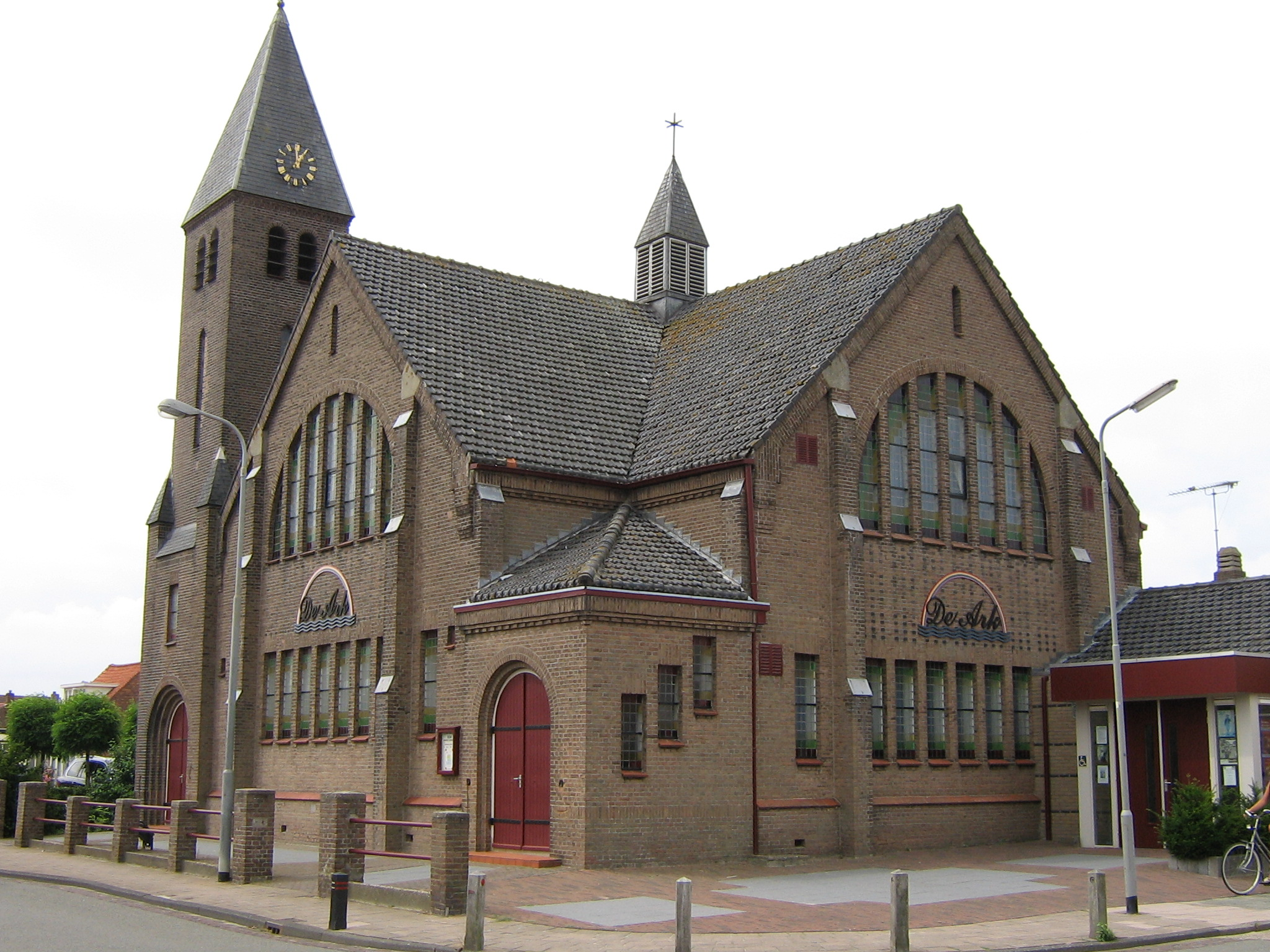
Kirche in Kamperland

Die Ortschaft Kamperland gehört zur Inselgemeinde Noord-Beveland in der niederländischen Provinz Zeeland an der Oosterschelde.

## Einwohnerentwicklung
Im Jahr 2001 betrug die Bevölkerung des Kernortes noch 1.339 Personen. 2006 zählte man bereits 1.407 Einwohner. Die Statistik zur Gesamtbevölkerung, die auch umliegende Flächen mit einbezieht, zählte im Januar 2008 2.049 Einwohner.

## Geschichte
Die Region, wo heute die Ortschaft Kamperland steht, war früher als Campen bekannt und wird bereits im Jahr 976 erwähnt. Der Name leitet sich vom lateinischen Campus, das "Feld" oder "geschlossenen Flächen" ab. Ab dem Jahr 1170 wurde Campen als eigenständige Gemeinde aufgeführt. Im Laufe der Jahrhunderte entwickelte sich der Ort weiter und aus der Region Campen wurde der Ort Kamperland.

## Tourismus
Kamperland bietet zwei Yachthäfen, die besonders bei Sportseglern begehrt sind. In den Sommermonaten fahren Boote mit Anglern von Kamperland zu den Fischgründen.

## Persönlichkeiten
- Ernst Jansen (* 1945 in Kamperland; † 2023), Neurologe